# عربی کیلیکیایی
عربی کیلیکیایی، عربی کلیکیه-انطاکیه یا عربی چوکوروایی یکی از گویش‌های عربی است که در ترکیه بدان سخن گفته می‌شود. این گویش یکی از گونه‌های عربی شامی شمالی است که توسط جوامع علوی در منطقه تاریخی کیلیکیه، ناحیه ساحلی مدیترانه شرقی از ختای تا مرسین و آدانا، تکلم می‌شود.
عربی کیلیکیایی فقط در نواحی ساحلی ترکیه تکلم می‌شود و با عربی بدوی رایج در استان شانلی‌اورفه و عربی آناتولیایی (عراقی) رایج در شرق این کشور متمایز است.